# Miinisadam
Miinisadam ist die Operationsbasis der Estnischen Seestreitkräfte. Der in Põhja-Tallinn gelegene Militärhafen ist Sitz der Seestreitkräfte Merevägi.

## Geschichte
Der Aufbau des Marinestützpunkts in Tallinn geht auf das Jahr 1912 zurück, als Estland noch ein Teil des Russischen Kaiserreichs war. Als das Land Anfang des 20. Jahrhunderts erstmals seine Unabhängigkeit erreichte, wurden die noch in Bau befindlichen Hafenanlagen von den Seestreitkräften Estlands übernommen und vollendet.
Mit der 1940 erfolgten Annexion Estlands durch die Sowjetunion, wurde die Marine des Landes (und damit auch der Militärhafen Miinisadam) in die Baltische Flotte integriert. Die Sowjetunion (und in ihrer Nachfolge Russland) nutzten die Basis bis 1994. Im Zuge der wiedererlangten Unabhängigkeit Estlands wurde die Einrichtung von dessen neu aufgestellten Seestreitkräften übernommen. In der Folgezeit wurde begonnen, das Hafengelände umfassend zu sanieren und zu modernisieren.

## Stationierte Einheiten & Einrichtungen
Auf dem Gelände der Marinebasis befinden sich heute verschiedene Einrichtungen der estnischen Marine (Mereväebaas und Mereväekool). Zudem wird der Hafen als Stützpunkt der Flotte (Laevastik) genutzt.
Ab 2015 wurde zeitweise auch das estnische Wachbataillon (Vahipataljon) auf dem Stützpunkt stationiert. Dieses wurde aber inzwischen nach Paldiski verlegt.